# Лозуватка (Первомайський район)
Лозува́тка — село в Україні, у Синюхинобрідській сільській громаді Первомайського району Миколаївської області. Населення становить 234 особи.